# Ralf Schmidt (Musiker)

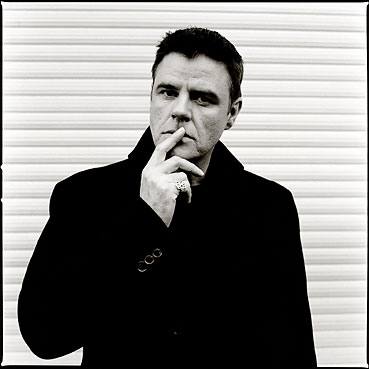
IC Falkenberg, Berlin 2005

Ralf Schmidt, auch bekannt als Falkenberg, früher IC oder IC Falkenberg (* 10. September 1960 in Halle (Saale)) ist ein deutscher Sänger, Texter, Komponist, Produzent und Fotograf.

## Leben
Schmidt wurde in Halle an der Saale geboren und ist dort in der Pfännerhöhe aufgewachsen, sein Vater war Ingenieur, seine Mutter Ökonomin. Er machte eine Schlosserlehre.
Bereits im Alter von zehn Jahren sang Ralf Schmidt als Solist im Stadtsingechor zu Halle und in Opernrollen am Landestheater in seiner hallischen Heimatstadt. Mit 14 Jahren leitete er seine erste Band; danach war er Sänger in verschiedenen lokalen Bands. 1979 wurde Schmidt zur Marine eingezogen. 1983 holte ihn Martin Schreier als Frontmann zu Stern Meißen, damals eine der erfolgreichsten Bands der DDR, nach Berlin. Jährlich gab Stern Meißen etwa 150 Konzerte. Zwei Alben, bei deren Produktion Ralf Schmidt tonangebend war, erhielten Preise und Platzierungen in den Rundfunkcharts. Viele der Erfolgstitel waren eingängige, poppige, radiokonforme Drei-Minuten-Titel. Parallel dazu startete Ralf Schmidt ab 1985 eine Solokarriere als „IC“, mit der er seinen Erfolg fortsetzte. Bei Amiga wurden zwei Soloalben veröffentlicht. Der Name IC (Integrierter Schaltkreis) steht für sein damaliges Interesse an den neuen Möglichkeiten der elektronischen Musikerzeugung; Falkenberg ist der Geburtsname seiner Mutter. 1987 veröffentlichte IC z. B. den Song „Der Mann im Mond“. 1988 gewann er mit dem Song Dein Herz bei einem Talentefestival in Bregenz den ersten Preis. 1989 startete er einen Ausflug in die elektronische Tanzmusik (Projekt „Delta Dreams“ mit Andreas Bicking).
Ralf Schmidt engagiert sich als ehrenamtlicher Botschafter der Stiftung Kinderhospiz Mitteldeutschland Nordhausen e. V. in Tambach-Dietharz.
Schmidt lebt nach dreißig Jahren in Berlin wieder in Halle (Saale). Er hat zwei Söhne, sein Sohn Tom ist ebenso Musiker.

## Diskografie

### Alben
- 1985 Taufrisch (mit Stern Meißen, Amiga)
- 1987 Nächte (mit Stern Meißen, Amiga)
- 1987 Traumarchiv (Amiga)
- 1988 Zigeuner auf Zeit (Amiga); 2003 CD Mollwerk
- 1989 Delta Dreams (mit Andreas Bicking, Z(ong))
- 1991 IC Falkenberg (Magnif)
- 1995 Falkenberg (Intercord)
- 1995 Porträt 1985–1995 The Best of (Sampler, BMG)
- 1997 Kain (Grauzone)
- 2000 Zwischen Erde und Mond (Dakoda)
- 2002 OSTENde (mit Dirk Zöllner, Buschfunk)
- 2003 Agonie und Ekstase (Mollwerk)
- 2004 40 Jahre (mit Stern-Combo Meißen, Buschfunk)
- 2004 Eine Nacht (Live-Album, Mollwerk)
- 2006 Schwimmen im Regen (Mollwerk)
- 2008 So nah vom nächsten Meer (Mollwerk)
- 2009 Wir sind die Sonne (mit Stern akustisch, Mollwerk)
- 2009 Morgen im Dezember (mit Anja Krabbe, Mollwerk)
- 2010 Hautlos (Mollwerk)
- 2012 Freiheit (Mollwerk)
- 2014 Live im Neuen Theater Halle (Konzertmitschnitt vom Oktober 2013, Mollwerk)
- 2015 Geliebtes Leben (Mollwerk)
- 2016 Unterstrichen live (Mollwerk)
- 2016 Menschen auf Brücken (Mollwerk)
- 2017 Pianosa (Mollwerk)
- 2018 Die Apathie der Sterne
- 2019 Im leisen Verschwinden der Landschaft (Mollwerk)
- 2023 Staub (Mollwerk)
- 2024 Komm an Land (Mollwerk)

### EPs, Singles, Maxis
- 1984 Wir sind die Sonne (mit Stern Meißen, Amiga)
- 1986 IC (EP Amiga Quartett)
- 1989 Delta Dreams (EP Amiga Quartett mit Andreas Bicking)
- 1988 Dein Herz – Utopia (Single, DSB)
- 1991 Wenn ich geh – Abendland (Magnif)
- 1991 Sarah – Sand in den Augen (Magnif)
- 1992 Da wo die Abenteuer sind – Regen – Niemals nie wieder (Magnif)
- 1992 Wie auch immer – Tag für Tag (Magnif)
- 1995 1000 Tage im Paradies – Halt’ mich (Intercord Ton)
- 1995 Piraten – Es wird niemals wieder Winter (Intercord Ton)
- 1995 Erdbeer’n im Schnee – Die wahren Helden – Heute hängt der Himmel tief (P&C)
- 1995 Keiner liebt dich, warum ich? – Schieß mich tot – Steh mir bei (Intercord Ton)
- 2000 Bring mich zurück – Adlergestell – Wir sind die Sonne (Dakoda Music)